# レーパーシ・ラースロー
レーパーシ・ラースロー（ハンガリー語: Répási László、1966年3月23日 - ）は、ハンガリーの元サッカー選手。現役時代のポジションはFWで、元ハンガリー代表。

## 経歴
ネムゼティ・バイノクシャーグIをヴァーツィ・イッソーMTE所属時代に制覇し、同リーグの得点王に輝いた。その他、マレーシア・スーパーリーグのペラFA所属時代にも同リーグの得点王に輝いた選手である。そのストライカーのしての性質もさながらにゴールをアシストする事も多かった。

## 代表歴
ハンガリー代表としては1993年4月15日のスウェーデン代表との親善試合に途中出場したものの、代表としての経歴はこの一戦のみとなった。

## タイトル
- ネムゼティ・バイノクシャーグI
  - 優勝: 1993-1994
  - 得点王: 1993 (16得点)
- マレーシア・スーパーリーグ
  - 得点王: 1997